# Rhodometra angasmarcata
Rhodometra angasmarcata är en fjärilsart som beskrevs av Paul Dognin 1917. Rhodometra angasmarcata ingår i släktet Rhodometra och familjen mätare. Inga underarter finns listade.